# Stanley Shoveller
Stanley Howard Shoveller "Shove" (Kingston Hill, Londres, 2 de setembre de 1881 – Broadstone, Dorset, 24 de febrer de 1959) va ser un jugador d'hoquei sobre herba anglès que va competir durant el primer quart del segle xx.
El 1908 va prendre part en els Jocs Olímpics de Londres, on va guanyar la medalla d'or en la competició d'hoquei sobre herba, com a membre de l'equip anglès. En aquesta competició marcà 7 gol en els tres partits que disputà.
Dotze anys més tard, als Jocs d'Anvers, tornà a guanyar la medalla d'or en la competició d'hoquei sobre herba, en aquesta ocasió com a membre de l'equip britànic. Marcà 10 gols en els dos partits disputats.